# ガイ (バンド)
ガイ（Guy）は、アメリカ合衆国のR&Bバンド。1980年代後半から1990年代初頭にかけてのニュージャックスウィング（NJS）と呼ばれた音楽スタイルのブームに乗って人気を集めた。

## 来歴
1987年、ニューヨークのハーレムにて、新進気鋭のミュージシャン／音楽プロデューサーであったテディー・ライリーを中心に、アーロン・ホール、ティミー・ギャトリングの3人で結成された。しかし、ファースト・アルバムの発表直後にティミーがグループを脱退、代わりにアーロンの実弟ダミオン・ホールが加入する（このため、ファースト・アルバムのレコーディングにはダミオンは参加しておらず、ジャケットに写っているのもテディー、アーロン、ティミーの3人であり、ダミオンは写っていない）。以後、現在に至るまでメンバーの変動はない。
セルフタイトルのファースト・アルバムは1988年に発表された。NJSブームの中心人物であったテディーのリーダー作のため、「グルーヴ・ミー」、「アイ・ライク」「テディーズ・ジャム」「ラウンド・アンド・ラウンド」がソウル・チャートで大ヒットとなった。また内容的にも、テディーの才能が遺憾なく発揮され、アルバムは瞬く間にダブルプラチナを達成。ガイはNJSブームの中心的存在となった。
グループの人気は1990年発表のセカンド・アルバム『ガイ!…ザ・フューチャー』でも維持されたが、テディーの実質マネージャーでクレジットではプロデュース業におけるパートナーであったジーン・グリフィンとの対立（ガイのセカンド・アルバム中にはジーンを激しく非難する曲が含まれている）や、NJSブームの退潮に伴って活動は停滞し、1990年代半ばには事実上の活動停止状態となる。
テディーはプロデュース業や別のグループ、ブラックストリートで活動。ホール兄弟はそれぞれのソロ活動へと移行していった。
2000年、テディーのブラックストリートの活動休止と共に、ガイとして再始動、サード・アルバム『GUY III』を発表。このアルバムでは、NJSのスタイルは既にほとんど踏襲されていないが、テディーのザップ／ロジャー・トラウトマンへの傾倒や、ダミオンのシンガーとしての著しい成長が聞ける。しかし商業的には振るわなかった。
2006年には、全米各地で開催された「New Jack Reunion」ツアーに、ブラックストリートやニュー・エディション、SWVらと共に参加してパフォーマンスを披露し、健在をアピールした。
不振に終わったサード・アルバム以後、アルバムやシングルの発表はないが、新作をレコーディング中であるという噂は絶えず伝えられている。テディーは日本の安室奈美恵や韓国の少女時代をプロデュースしたりしている。

## ディスコグラフィ

### スタジオ・アルバム
- 『ガイ』 - Guy (1988年、MCA)
- 『ガイ!…ザ・フューチャー』 - The Future (1990年、MCA)
- 『GUY III』 - III (2000年、MCA)

### コンピレーション・アルバム
- 『グルーヴ・ミー〜ガイ＜15thアニヴァーサリー＞ベスト』 - Groove Me: The Very Best of Guy (2002年、MCA)
- The Best Of Guy - The Millennium Collection (2004年、Geffen)
- 『スーパー・ベスト』 - Super Best (2005年、Universal)

### シングル
- "Groove Me" (1988年)
- "Round and Round (Merry Go Round of Love)" (1988年)
- "Teddy's Jam" (1988年)
- "I Like" (1989年)
- "My Fantasy" (1989年) ※Teddy Riley featuring Guy名義。映画『ドゥ・ザ・ライト・シング』サウンドトラックよりシングルカット
- "Spend the Night" (1989年)
- 「アイ・ウォナ・ゲット・ウィズ・ユー」 - "I Wanna Get with You" (1990年)
- 「レッツ・チル」 - "Let's Chill" (1990年)
- "Do Me Right" (1991年)
- "D-O-G Me Out" (1991年)
- "Let's Stay Together" (1991年)
- 「ダンシン」 - "Dancin'" (1999年)
- "Why You Wanna Keep Me From My Baby" (2000年)